# 斯凯勒·科尔法克斯
斯凯勒·科尔法克斯（英語：Schuyler Colfax, Jr.，1823年3月23日—1885年1月13日）美國共和党政治人物。
斯凯勒·科尔法克斯来自印第安纳州，曾任國會众议员（1855-1869），众议院议长（1863-1869），副总统（1869-1873）。1855年至1869年他担任印第安纳州第九国会选区的美国代表。

## 政治生涯
科尔法克斯因在国会任职期间反对奴隶制而闻名，他是共和党的创始人之一。在第一个任期中，他领导了通过废除奴隶制的第十三次修正案。 迄今为止，他是同时担任众议院议长和副总统的仅有的两个人之一；另一位是约翰·南斯·加纳。
1885年1月13日，科尔法克斯打算前往爱荷华州罗克拉皮兹演讲，途中因极度寒冷和精疲力竭引起的心脏病发作在明尼苏达州的曼卡托火车站离世。他被安葬在南本德 (印第安纳州)公墓。科尔法克斯与格兰特总统同年去世。